# Manuel Blanco Rodríguez
Manuel Blanco Rodríguez es un futbolista español. Juega de defensa en el Atlético Sanluqueño Club de Fútbol.

## Trayectoria
Blanco es natural de Sevilla, de 182 centímetros de estatura y 75 kilos de peso, se desenvuelve como lateral derecho y ha jugado en el Sevilla Atlético, Sevilla FC y CD Tenerife antes de jugar la campaña última en el descendido Alicante FC, donde jugó 28 partidos con el cuadro alicantino.
En el verano de 2009 el jugador sevillano firmó con el Albacete Balompié para olvidar los problemas deportivos y económicos de su anterior etapa en el Alicante CF, con la ilusión de jugar en breve en primera división y demostrar las cualidades que le hicieron ser un jugador muy importante en la cantera del Sevilla FC y tener un gran futuro en el fútbol español.

## Clubes
| Club                               | País   | Año       |
| ---------------------------------- | ------ | --------- |
| Sevilla Atlético                   | España | 2003-2006 |
| Alicante CF                        | España | 2008-2009 |
| CD Tenerife                        | España | 2006-2008 |
| Albacete Balompié                  | España | 2009-2010 |
| Ontinyent Club de Futbol           | España | 2010-2011 |
| Asociación Deportiva Ceuta         | España | 2011-2012 |
| Écija Balompié                     | España | 2012-2013 |
| Xerez CD                           | España | 2013      |
| Atlético Sanluqueño Club de Fútbol | España | 2014      |